# Ljungskile
Ljungskile è una frazione della città di Uddevalla situata nella Contea di Västra Götaland nella parte ovest della Svezia e con 3.375 abitanti registrati nel 2010.